# 卡士尼鲨属
卡士尼鲨属（学名：Caseodus）是来自石炭纪的全头亚纲尤金齿目下的灭绝属。 它们为中等大小的全头类，长1-1.5米（3.3-4.9英尺）。